# Martenshoek
Martenshoek – wieś w Holandii, w prowincji Groningen, w gminie Hoogezand-Sappemeer. Położona jest około 2 km na zachód od Hoogezand.